# Anatolij Nazarenko
Anatolij Nazarenko, född den 19 december 1948 i Almata, Kazakstan, är en sovjetisk brottare som tog OS-silver i mellanviktsbrottning i den grekisk-romerska klassen 1972 i München. 